# 白土博通
白土 博通（しらと ひろみち、1956年7月9日 - 2018年5月31日）は、日本の工学者。学位は、工学博士（京都大学・論文博士・1989年）。元国立大学法人京都大学教授。在職死亡。専門は、風工学・橋梁工学・流体工学。従四位瑞宝小綬章追叙。

## 略歴
東京出身。兵庫県立神戸高等学校卒業。1979年京都大学工学部土木工学科卒業、1981年年3月同大学院工学研究科修士課程修了。1981年4月京都大学工学部助手採用、助教授、准教授を経て，2009年1月教授に就任。社会基盤工学専攻 ・構造工学講座を担当。1989年京都大学より工学博士の学位を取得。1989年 土木学会田中賞（論文賞）、2002年 日本風工学会賞（論文賞）、2007年 土木学会論文賞、受賞。2015年 土木学会構造工学委員会委員長。
国際協力機構の「ミャンマー工学教育拡充プロジェクト」に参画。ミャンマーの大学における土木工学教育のレベルアップに尽力。日本風工学会 評議員 監事 事務局長 理事(1995年 - 1999年）。
2018年5月31日死去。享年61歳。

## 論文
- 白土博通 | Google Scholar

## 栄典
- 2018年5月31日 - 従四位および瑞宝小綬章[8]